# Handwritten (альбом Шона Мендеса)
Handwritten — дебютный студийный альбом канадского певца Шона Мендеса, выпущенный 14 апреля 2015 года звукозаписывающей компанией Island Records. Альбом дебютировал с первой строчки американского хит-парада Billboard 200 с продажами в 119,000 копий за первую неделю, из которых 106,000 копий — чистые продажи, без учёта стриминга. В альбом вошёл сингл «Stitches», который добрался до пятой строчки хит-парада Billboard Hot 100 в США, а также достиг первой позиции в UK Singles Chart.

## История
После подписания контракта с Island Records в июне 2014 года, Мендес выпустил свой дебютный сингл «Life Of The Party», пиковой позицией которого стала 24 строчка в Billboard Hot 100. После релиза сингла, мини-альбом Shawn Mendes ЕР был выпущен 28 июля 2014 года, и продался в размере 48,000 копий за первую неделю. 27 января 2015 года Мендес представил название и обложку своего дебютного альбома, который стал доступен для предзаказа 2 февраля 2015 года.
Handwritten был переиздан с небольшими поправками 20 ноября 2015 года. Переизданная версия включает в себя пять концертных записей песни с Greek Theatre и четыре новых песни.

## Песни

### Синглы
«Life Of The Party» был выпущен как лид-сингл дебютного альбома Мендеса — Shawn Mendes EP 25 июня 2014 года. Песня также является первым синглом с Handwritten. Кадр лирик-видео на песню, представленный Мендесу Джорджем Стритом, был выпущен на Vevo 30 июня 2014 года. Официальный видеоклип на песню состоялся 10 марта 2015 года.
«Something Big» был выпущен в качестве второго сингла с альбома 7 ноября 2014. Официальный релиз видеоклипа на песню состоялся 11 ноября 2014 года на территории США.Также это музыкальное видео является первым официальным видеоклипом Мендеса.
«Stitches» был выпущен в качестве третьего сингла с альбома 5 мая 2015 года. Песня дебютировала с 89 строчки в чарте Billboard Hot 100 13 июня 2015 года, и стала первой песней в карьере Мендеса, сумевшей попасть в Top 10, расположившись на 4 месте.
«I Know What You Did Last Summer» был выпущен в переработанном издании альбома 18 ноября 2015 года. Песня записана при участии бывшего члена девичьей поп-группы Fifth Harmony — Камилой Кабелло. Трек достиг 20-й позиции в чарте Billboard Hot 100.

### Другие песни
До выхода альбома, Мендес выпустил пять песен, доступных через предзаказ на iTunes. Первая песня «A Little Too Much» была выпущена 2 февраля, в тот же день стартовал предзаказ альбома. Музыкальное видео на песню было выпущено 4 февраля на официальном Vevo-канале певца.
Мендес объявил в своём аккаунте Instagram, что второй промо-песней станет «Never Be Alone», и она была представлена 16 февраля. Официальное музыкальное видео на песню было выпущено 25 февраля.
16 марта певец выпустил «Stitches», третий сингл с предзаказом, официальный клип которого состоялся 18 марта.
Акустическая версия «Life Of The Party» вошла в делюкс-версию альбома, и была выпущена в качестве четвёртого сингла, доступного для предзаказа 30 марта в полночь. «Kid In Love» был выпущен как пятый и последний трек с предзаказом 6 апреля в полночь, всего за неделю до релиза альбома, а клип на акустическую версию песни «Life Of The Party» была размещена на Vevo-канале Шона Мендеса 10 апреля.
На «Aftertaste» 17 апреля также было размещено музыкальное видео .

## Коммерческий успех
Альбом дебютировал с первой строчки чарта Billboard 200, продав 119,000 экземпляров в первую неделю, из которых 106,000 копий были чистыми продажами. Он стал самым юным артистом за ближайшие 5 лет, со времён Джастина Бибера, который имеет альбом номер 1 в Billboard 200 . Биберу было 16 лет и 2 месяца, когда его альбом My World 2.0 провёл свою четвёртую и последнюю неделю на вершине, в то время, как Мендесу было 16 лет и 8 месяцев. За вторую неделю альбом спустился на 17-ю позицию с отметкой в 20,000 продаж, из которых 12 000 копий были чистыми продажами альбома, на 89 % чистые продажи альбома снизились (до 106 000 экземпляров), превзойдя альбом Мадонны «MDNA». в апреле 2016 года Handwritten был продан в количестве 370,000 копий в США.
В своей родной Канаде, альбом дебютировал под номером один в первую неделю продаж в количестве 14 000 копий, по данным Nielsen SoundScan. На его второй неделе альбом спустился на шестую строчку.

## Критика
| Совокупная оценка   | Совокупная оценка |
| Источник            | Оценка            |
| ------------------- | ----------------- |
| Metacritic          | [ 13 ]            |
| Оценки критиков     |                   |
| Источник            | Оценка            |
| Billboard           | [ 14 ]            |
| The Guardian        | [ 15 ]            |
| Rolling Stone       | [ 16 ]            |
| New York Daily News | [ 17 ]            |
| AllMusic            | [ 18 ]            |

Редактор Billboard — Карл Уилсон заявил: «Уверенная ловушка и динамика заставляют песню, как сироп катиться точно вниз», говоря о синглах «Life Of The Party» и «Stitches», а в голубоглазом соул-треке «I Don’t Even Know Your Name», отмечается влияние Джастина Тимберлейка и Бруно Марса.
Редактор The Guardian — Кэролайн Салливан оценила альбом тремя звёздами из пяти, заявив: «В 16 лет Мендес пока не артист, но он им станет лет так в 25, однако, он сделал убедительный старт.»
Ник Мюррей из «Rolling Stones» охарактеризовал Мендеса как «милого парня с гитарой, под влиянием музыканта Эда Ширана.»

## Список композиций
| №                   | Название                      | Автор(ы)                                                | Продюсеры                      | Длительность |
| ------------------- | ----------------------------- | ------------------------------------------------------- | ------------------------------ | ------------ |
| 1.                  | «Life of the Party»           | Ido Zmishlany Scott Harris                              | Zmishlany                      | 3:35         |
| 2.                  | «Stitches»                    | Daniel Parker Teddy Geiger Daniel "Daylight" Kyriakides | Daylight Geiger Parker         | 3:27         |
| 3.                  | «Never Be Alone»              | Shawn Mendes Scott Harris Martin Terefe Glen Scott      | Terefe                         | 3:36         |
| 4.                  | «Kid in Love»                 | Mendes Zmishlany Harris                                 | Zmishlany Terefe               | 3:46         |
| 5.                  | «I Don't Even Know Your Name» | Mendes Harris Terefe Geoffrey Warburton                 | Terefe                         | 3:00         |
| 6.                  | «Something Big»               | Mendes Zmishlany Harris                                 | Zmishlany                      | 2:41         |
| 7.                  | «Strings»                     | Mendes Harris Emily Warren                              | Louis Biancaniello Sam Watters | 3:11         |
| 8.                  | «Aftertaste»                  | Mendes Harris Warren                                    | Biancaniello Watters           | 2:50         |
| 9.                  | «Air» (featuring Astrid S)    | Harris Warren                                           | Craven J Harris                | 3:14         |
| 10.                 | «Crazy»                       | Mendes Warburton Terefe                                 | Mendes Warburton               | 3:12         |
| 11.                 | «A Little Too Much»           | Mendes                                                  | Zmishlany                      | 3:07         |
| 12.                 | «This Is What It Takes»       | Mendes Warburton Terefe Zmishlany Harris                |                                | 3:50         |
| Общая длительность: | Общая длительность:           | Общая длительность:                                     | Общая длительность:            | 39:29        |

## Чарты
| Чарт (2015-16)                      | Высшая позиция |
| ----------------------------------- | -------------- |
| Австралия (ARIA)                    | 18             |
| Австрия (Ö3 Austria)                | 37             |
| Бельгия/Фландрия (Ultratop)         | 23             |
| Бельгия/Валлония (Ultratop)         | 46             |
| Канада (Canadian Albums Chart)      | 1              |
| Дания (Hitlisten)                   | 2              |
| Нидерланды (Album Top 100)          | 5              |
| Финляндия (Suomen virallinen lista) | 29             |
| Франция (SNEP)                      | 74             |
| German Albums (Official Top 100)    | 43             |
| Greek Albums (IFPI)                 | 30             |
| Ирландия (IRMA)                     | 11             |
| Италия (Classifica album)           | 10             |
| Новая Зеландия (RMNZ)               | 18             |
| Норвегия (VG-lista)                 | 1              |
| Португалия (AFP)                    | 5              |
| Taiwanese Albums (Five Music)       | 8              |
| Шотландия (Scottish Albums Chart)   | 13             |
| Испания (PROMUSICAE)                | 2              |
| Швеция (Sverigetopplistan)          | 4              |
| Швейцария (Schweizer Hitparade)     | 26             |
| Великобритания (UK Albums Chart)    | 12             |
| США (Billboard 200)                 | 1              |

## Сертификации
| Регион | Сертификация  | Продажи   |
| --- | ------------- | --------- |
| Австрия (IFPI Austria) | Платиновый    | 15 000*   |
| Канада (Music Canada) | Платиновый    | 80 000^   |
| Дания (IFPI Danmark) | Платиновый    | 20,000^   |
| Норвегия (IFPI Norway) | Платиновый    | 30,000*   |
| Польша (ZPAV) | Золотой       | 10 000    |
| Швеция (GLF) | 2× Платиновый | 60 000    |
| Великобритания (BPI) | Золотой       | 106,373   |
| США (RIAA) | Платиновый    | 1 000 000 |
| * Данные о продажах приведены только на основе сертификации. · ^ Данные о тиражах приведены только на основе сертификации. · Данные о продажах + прослушиваниях приведены только на основе сертификации. |               |           |

## История релиза
| Области | Дата                | Формат                    | Лейбл          | Издание         |
| ------- | ------------------- | ------------------------- | -------------- | --------------- |
| США     | 14 апреля 2015 года | CD, цифровая загрузка     | Island Records | Standard Deluxe |
| США     | 20 ноября 2015      | CD+DVD, цифровая загрузка | Island Records | Переизданное    |